# Hewitt (condado de Marathon, Wisconsin)
Hewitt es un pueblo ubicado en el condado de Marathon en el estado estadounidense de Wisconsin. En el Censo de 2010 tenía una población de 606 habitantes y una densidad poblacional de 5,38 personas por km².

## Geografía
Hewitt se encuentra ubicado en las coordenadas 45°4′31″N 89°25′8″O / 45.07528, -89.41889. Según la Oficina del Censo de los Estados Unidos, Hewitt tiene una superficie total de 112.64 km², de la cual 112.64 km² corresponden a tierra firme y (0%) 0 km² es agua.

## Demografía
Según el censo de 2010, había 606 personas residiendo en Hewitt. La densidad de población era de 5,38 hab./km². De los 606 habitantes, Hewitt estaba compuesto por el 99.01% blancos, el 0% eran afroamericanos, el 0% eran amerindios, el 0% eran asiáticos, el 0% eran isleños del Pacífico, el 0.66% eran de otras razas y el 0.33% pertenecían a dos o más razas. Del total de la población el 1.16% eran hispanos o latinos de cualquier raza.